# Барбара Мюррей
Барбара Мюррей (англ. Barbara Murray; 27 вересня 1929 — 20 травня 2014) — британська акторка.

## Кар'єра
Дебютувала в кіно в 1948 році, з'явившись в подальшому картинах «Пропуск у Пімліко» (1949), «Отрута іншої людини» (1951), «Доктор на свободу» (1957), «Крик з вулиць» (1958), «Денді в желе» (1968), «Байки зі склепу» (1972) і «Арфістка» (1999). Крім цього вона багато працювала на британському телебаченні, де у неї були ролі в телесеріалах «Небезпечна людина», «Святий», «Доктор Хто», «Ігри по середах», «Катастрофа» і «Тренер».
У шлюбі з актором Джоном Джастіном (1952—1964) народила трьох дітей.

## Вибіркова фільмографія
| Рік  |   | Українська назва    | Оригінальна назва  | Роль                             |
| ---- | - | ------------------- | ------------------ | -------------------------------- |
| 1999 | ф | «Арфістка»          | The Harpist        | місіс Будде                      |
| 1984 | ф | «Сила»              | The Power          | мати Томмі                       |
| 1982 | с | «Доктор Хто»        | Doctor Who         | Леді Кренлі                      |
| 1972 | с | «Байки зі склепу»   |                    | Енід Джейсон                     |
| 1964 | ф | «Вечір важкого дня» | A Hard Day's Night | епізодична роль (немає у титрах) |
| 1948 | ф | «Анна Кареніна»     | Anna Karenina      | епізодична роль (немає у титрах) |